# Espoleto
Spoleto (en italiano) o Espoleto (en español) (antigua Spoletium) es una antigua ciudad ubicada en la provincia de Perugia (región de Umbría) en Italia central, a 385 m sobre el nivel del mar en las estribaciones de los Apeninos. Su población, según el censo de 2003, es de 38 000 habitantes. La ciudad es un centro turístico y la sede anual del Festival de los Dos Mundos (Festival dei Due Mondi), organizado desde 1958 por el compositor italo-estadounidense Gian Carlo Menotti.
La iglesia de San Salvatore es parte de un grupo de siete sitios conocidos como «Centros de poder de los longobardos en Italia (568-774 d.C.)», declarado Patrimonio de la Humanidad por la Unesco el 25 de junio de 2011.

## Historia
La primera mención histórica de Spoleto es la noticia sobre la fundación de una colonia allí en 240 a. C. y aún era, según Cicerón colonia latina in primis firma et illustris, una colonia latina en 95 a. C. Tras la batalla de Trasimeno en 217 a. C. fue atacada por Aníbal, quien fue repelido por los habitantes.
 Durante la segunda guerra púnica, Spoleto fue un provechoso aliado de Roma. Sufrió considerablemente durante las guerras civiles de Cayo Mario y Sila. Este último, tras su victoria sobre Craso, confiscó el territorio de Spoletium (82 a. C.). Desde ese momento en adelante se convertiría en municipio.
Bajo los lombardos, Spoleto se convirtió en la capital de un ducado independiente, el Ducado de Spoleto (a partir de 570), y sus duques gobernaron una considerable parte de Italia central. En 774, conquistado por Carlomagno se convirtió en parte del Sacro Imperio Carolingio. Junto con otros feudos, fue legado al papa Gregorio VII por la gran condesa Matilde de Toscana, pero su testamento no fue respetado y Spoleto luchó durante algún tiempo para mantener su independencia en el seno de las luchas entre el Sacro Imperio Romano Germánico y el Papado. En 1155 la ciudad fue destruida por Federico I Barbarroja. En 1213 fue el ducado fue cedido definitivamente al papa Gregorio IX. Durante la ausencia de la corte papal en Aviñón, fue presa de luchas entre güelfos y gibelinos, hasta que en 1354 el cardenal Gil de Albornoz lo trajo una vez más bajo autoridad de los Estados Pontificios.

## Evolución demográfica
| Gráfica de evolución demográfica de Espoleto entre 1861 y 2001 |
|                                                                |
| Fuente ISTAT - elaboración gráfica de Wikipedia                |